# Biblioteca Medicea Laurenziana
De Biblioteca Medicea Laurenziana (afgekort Laurenziana) is een bibliotheek bij de San Lorenzo-basiliek in Florence, Italië, naar een ontwerp van Michelangelo Buonarroti en wordt algemeen beschouwd als een meesterwerk van de renaissancebouwkunst.

## Toelichting
In 1519 opperde kardinaal Giulio de Medici, kleinzoon van Giuliano de Medici de idee om het uitgebreide boekenbezit van de Medicifamilie onder te brengen in een grote kloosterbibliotheek aan de San Lorenzo, de parochiekerk van de familie. Om financiële redenen werd de opdracht in 1523 gegeven aan Michelangelo, hetzelfde jaar dat de kardinaal tot paus Clemens VII werd gekozen. Deze paus had als concept voor het geheel in zijn hoofd dat het als een werkbibliotheek moest gebruikt worden en geen protserig versierd vertrek. Er is een uitgebreide correspondentie bewaard gebleven van de paus met Michelangelo waaruit blijkt dat Clemens VII zich voor een periode van drie jaar zeer inliet met de bouw en de gedetailleerde inrichting van de bibliotheek vanaf het begin tot aan de voltooiing. De paus opperde het idee om de leeszaal op de verdieping te plaatsen wegens dreigende overstromingen met daarbij een monumentale trappenpartij; de funderingen moesten worden verstevigd en het plafond moest gewelfd zijn om brand te voorkomen. Ook gaf de paus richtlijnen voor het materiaal en de ordening van de boeken in de leeszaal: de Griekse en Latijnse boeken moesten apart geklasseerd worden en zeldzame boeken moesten in aparte kleine kabinetten worden bewaard.

De kloosterbibliotheek moest ook benadrukken dat de Medici's niet langer handelaars waren maar behoorden tot de intelligentsia en geschoolde klasse van de maatschappij. De bibliotheek bevat manuscripten en boeken van de private collectie van de familie.
De Biblioteca Medicea Laurenziana bezit onder andere:
- circa 150.000 gedrukte boeken, waaronder incunabelen
- circa 11.000 manuscripten
- circa 2500 papyri

## Architectuur

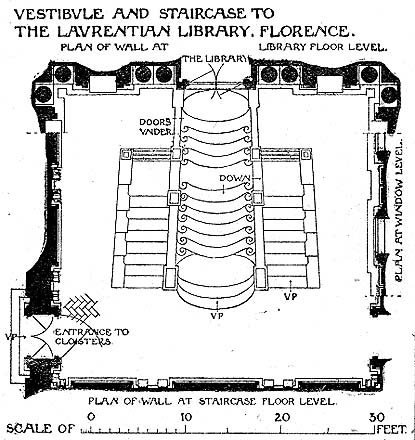
Plattegrond van de vestibule

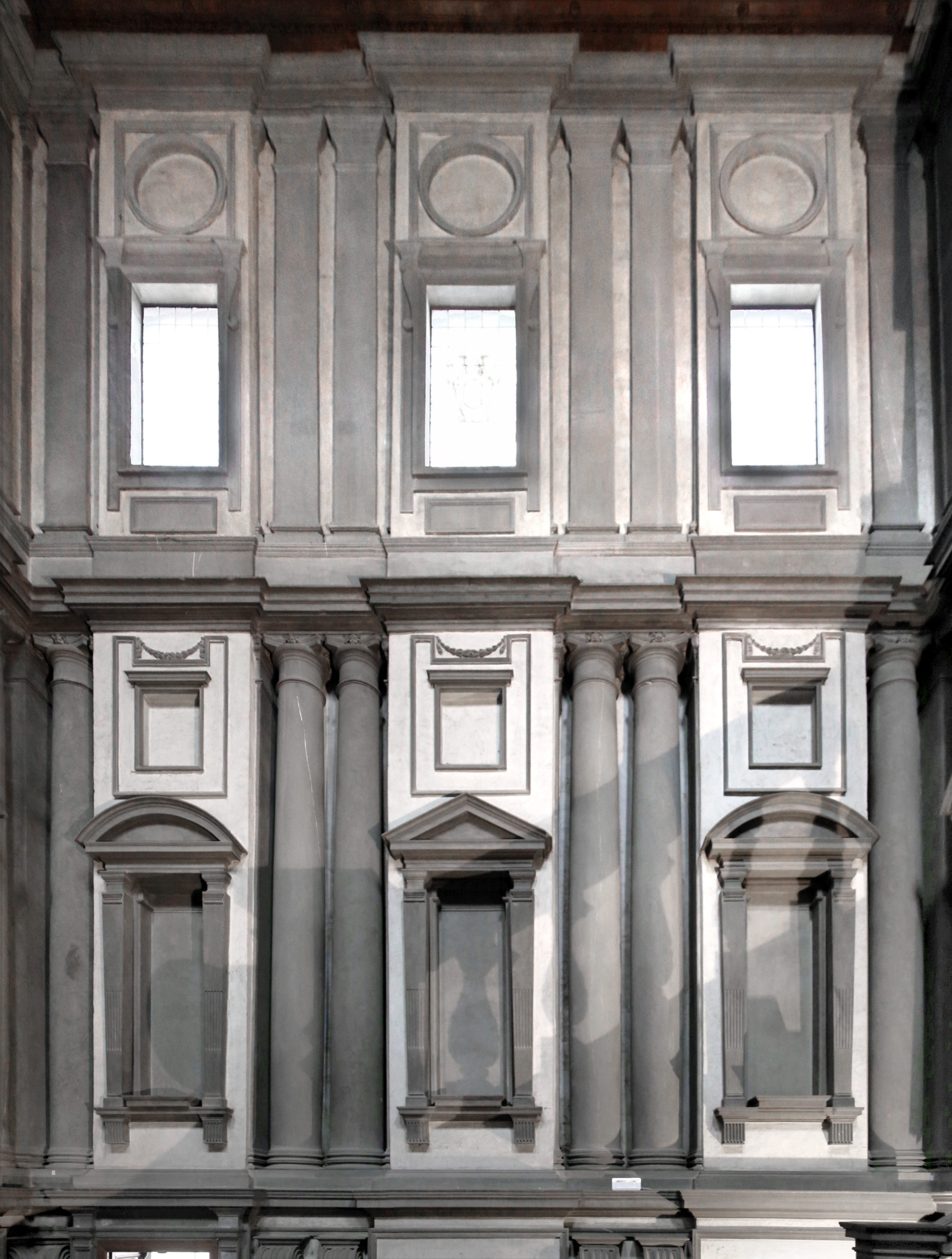
Aanzicht vestibule met trapaanzet

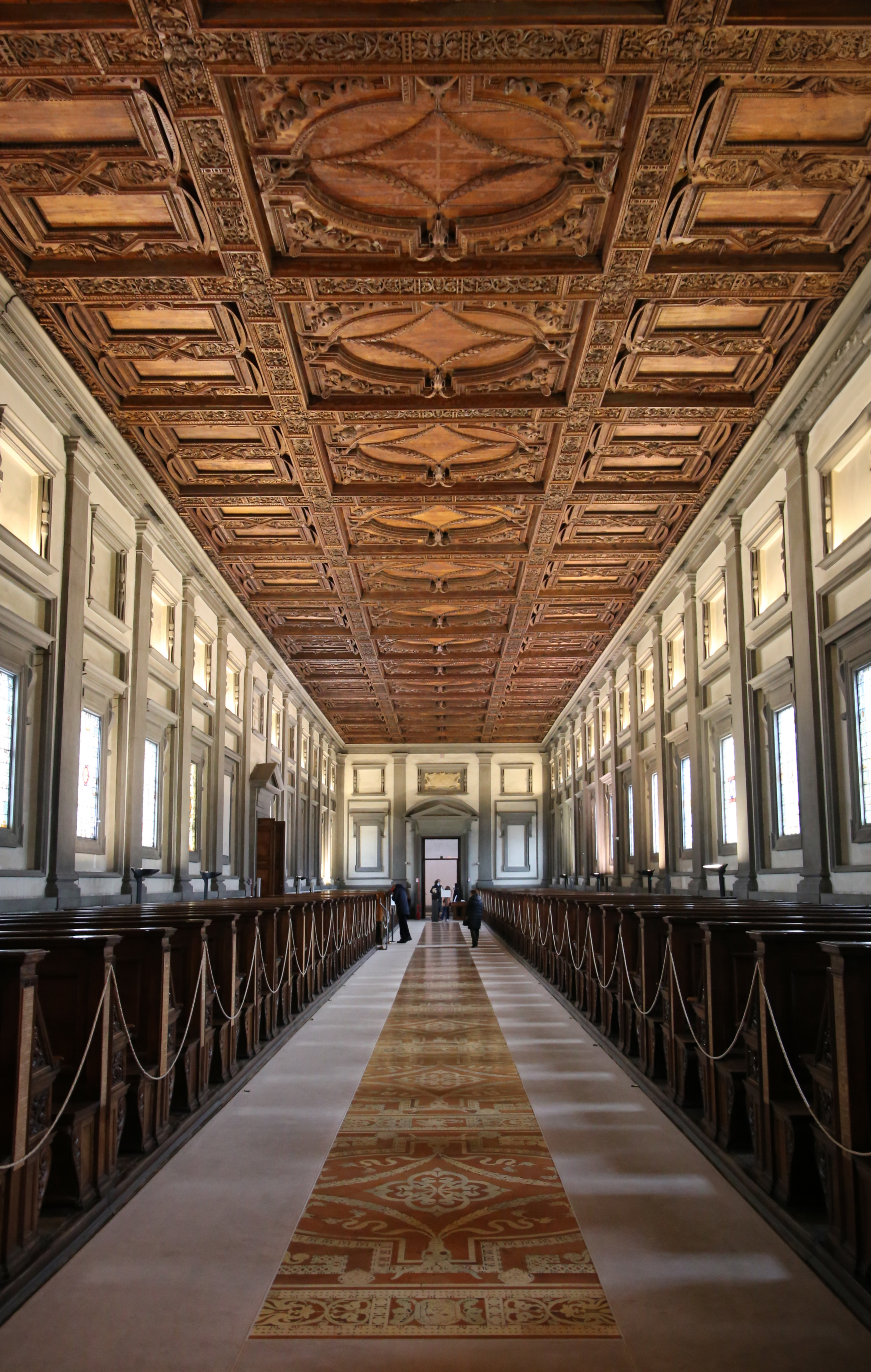
Leeszaal

Kenners beschouwen deze bibliotheek als Michelangelo's meest volledig uitgevoerde bouwwerk en aantoonbaar zijn meest oorspronkelijke bijdrage aan de bouwkunst van de renaissance. Nadat de architect zich een voorstelling had gemaakt van de vorm van dit gebouw, kon hij dit gebouw ook een precieze plaats toekennen nl in het middengedeelte in het hoofdgebouw van het San Lorenzoklooster, ergens tussen de tuin en de kloostergangen rondom de binnenplaats.
Doordat de paus opdracht gaf een bibliotheek te bouwen die moest dienen als werkplaats werd het interieur vormelijk beter uitgewerkt dan het exterieur. Omwille van gevaar van waterschade werd de bibliotheek gesitueerd op de eerste verdieping en bevatte een vestibule, een inventief uitgewerkte trappenpartij en een voorname leeszaal die schijnt te leiden naar een onzichtbaar verdwijnpunt aan de horizon. In de Buonarotti-archieven wordt een originele schets ter grootte van een dollarbiljet bewaard van het allereerste ontwerp van Michelangelo.
De door Michelangelo's tijdgenoot Vasari bewonderde trappenpartij in de vestibule was een bewijs van zijn architecturale inventiviteit. De trap was eerst gedacht in notenhout maar werd uiteindelijk in grijze steen uitgevoerd door de beeldhouwer Bartolomeo Ammanati. De drie parallelle trapsteken zijn ruimtelijk zeer complex bedacht op een beperkte oppervlakte en geven de indruk als watervallen zonder leuning naar beneden te tuimelen.
De rechthoekige leeszaal is ontworpen volgens het principe van de Gulden Snede en weerspiegelt een maatvoering aangepast aan de menselijke verhoudingen; zij maakt een evenwichtige ruimte mogelijk, geschikt voor het opbergen van kennis in boeken.